# Liste der Mitglieder des US-Repräsentantenhauses aus Maryland

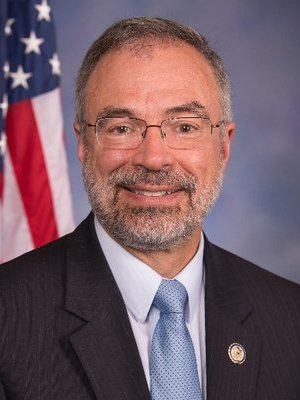
Andy Harris, derzeitiger Vertreter des ersten Kongresswahlbezirks von Maryland

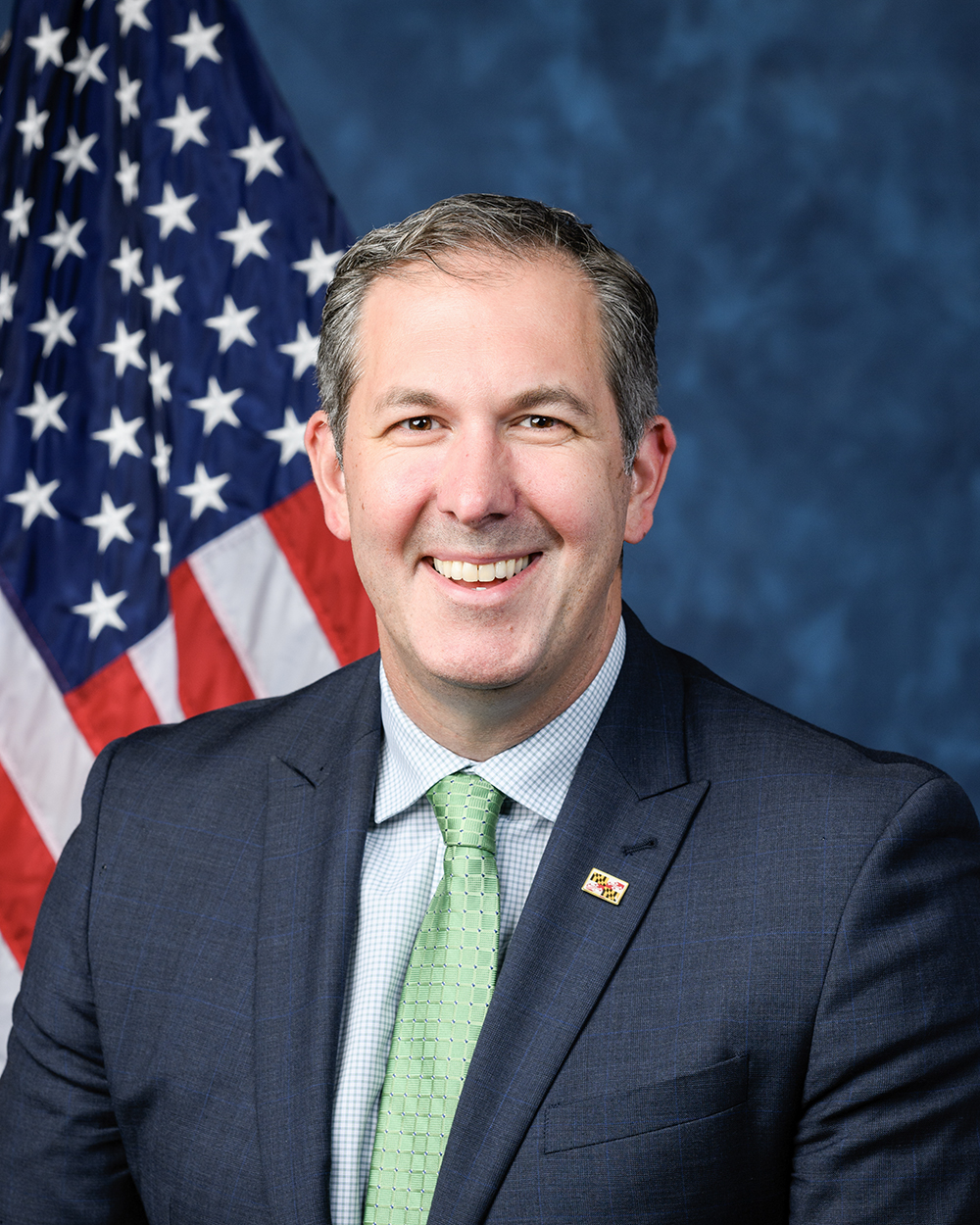
Johnny Olszewski, derzeitiger Vertreter des zweiten Kongresswahlbezirks von Maryland

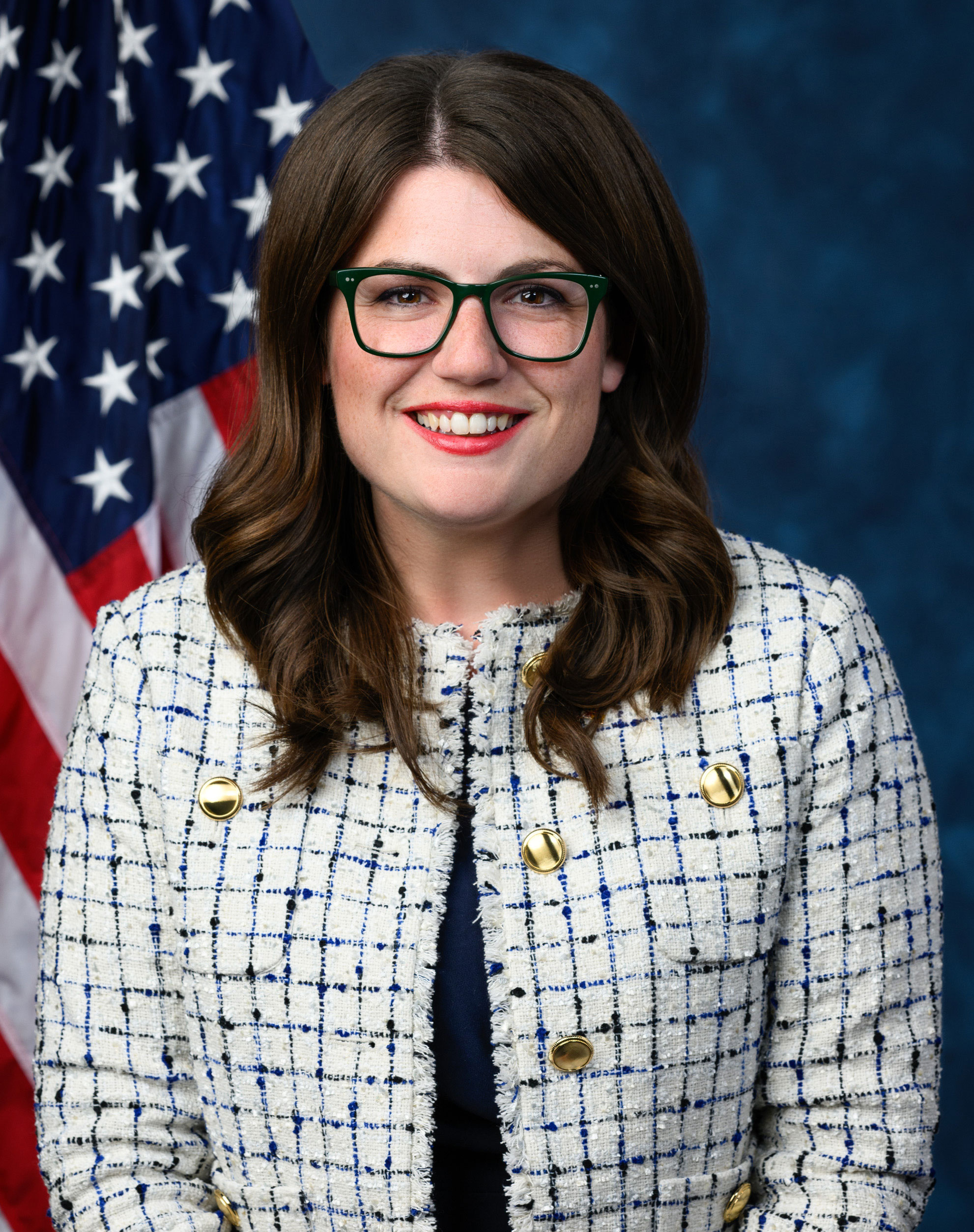
Sarah Elfreth, derzeitige Vertreterin des dritten Kongresswahlbezirks von Maryland

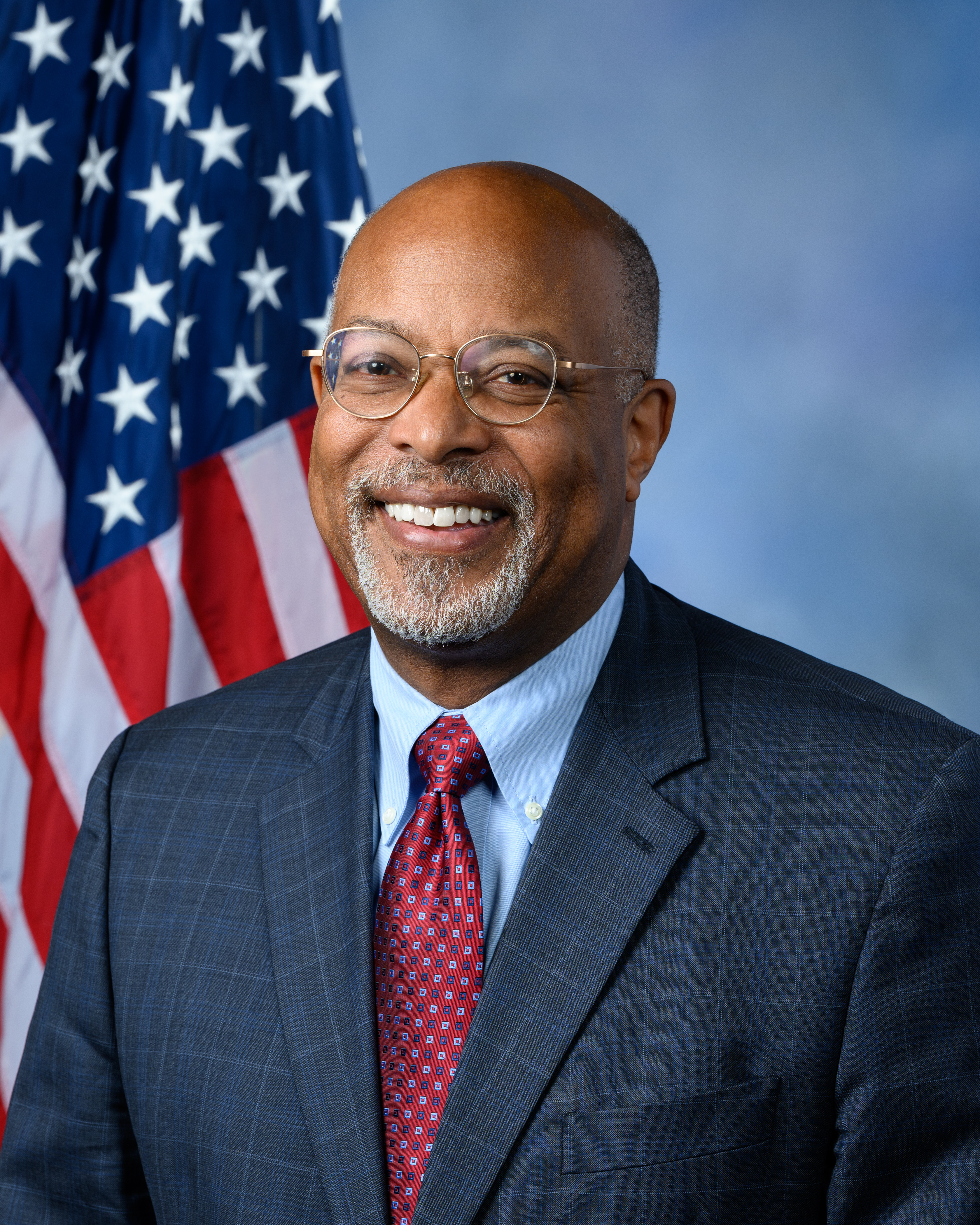
Glenn Ivey, derzeitiger Vertreter des vierten Kongresswahlbezirks von Maryland

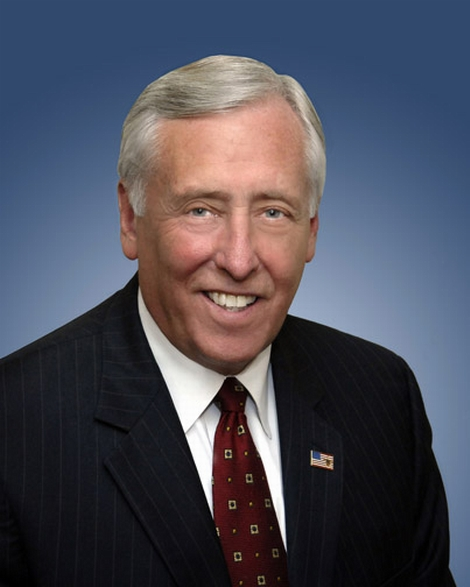
Steny Hoyer, derzeitiger Vertreter des fünften Kongresswahlbezirks von Maryland

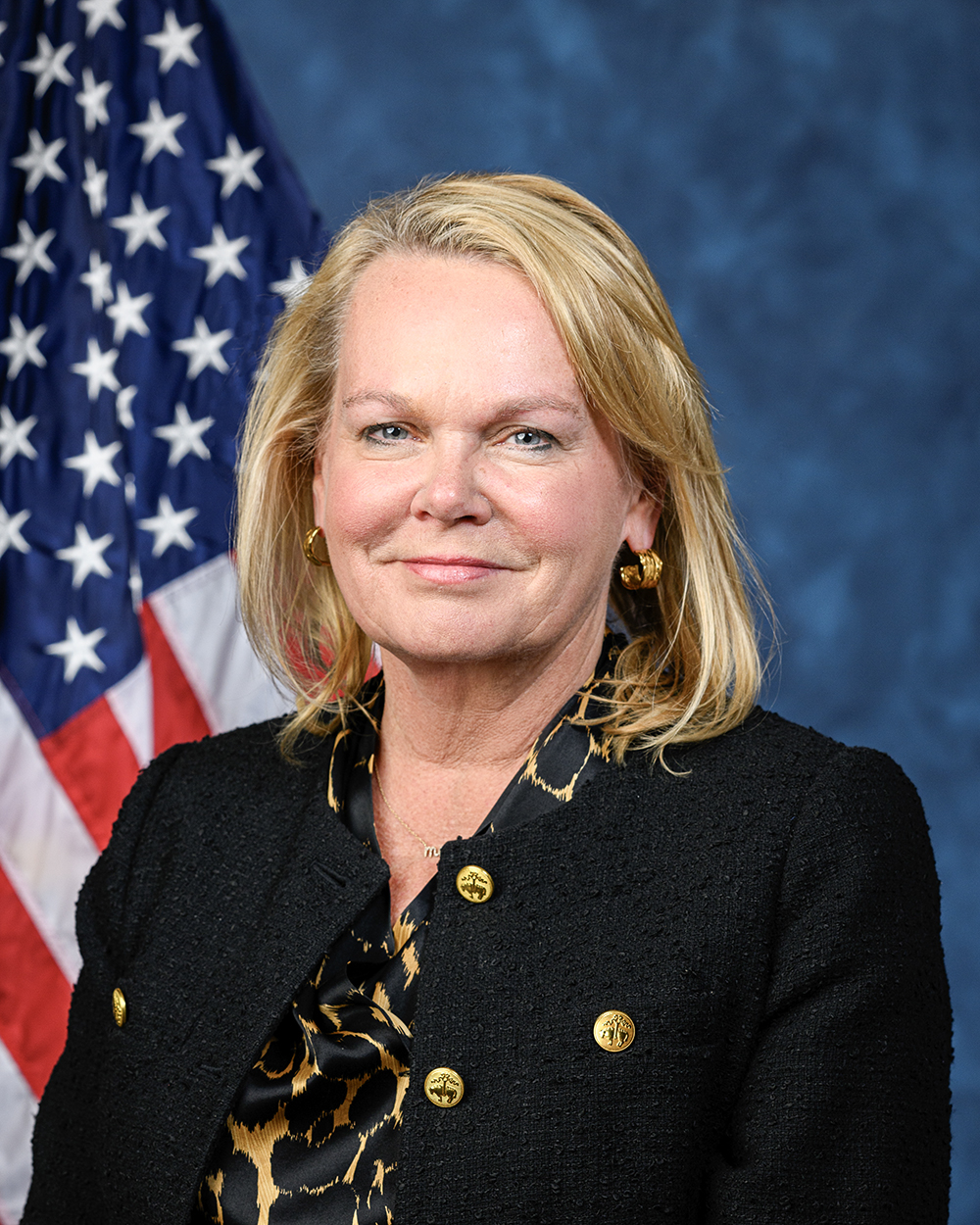
April McClain-Delaney, derzeitige Vertreterin des sechsten Kongresswahlbezirks von Maryland

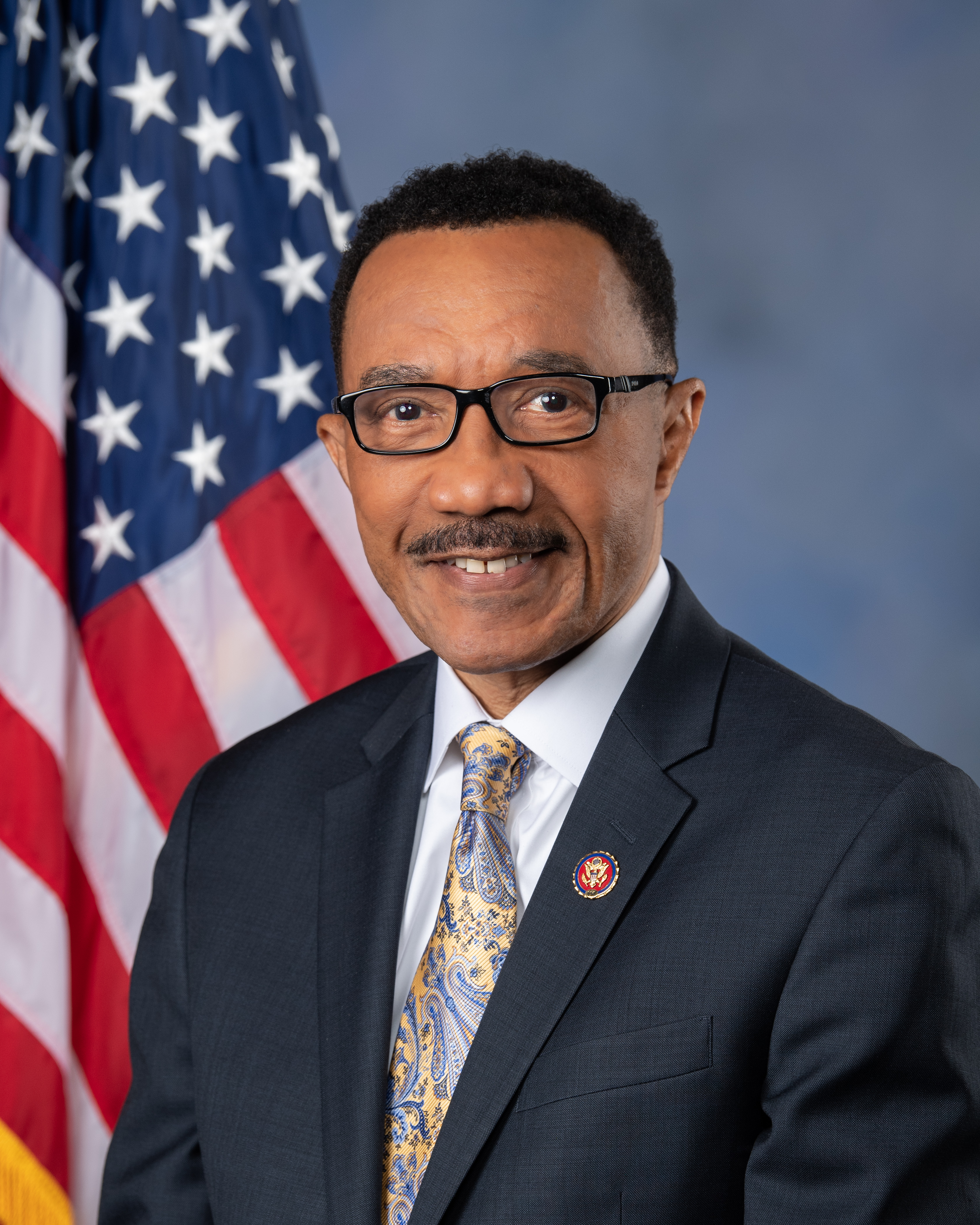
Kweisi Mfume, derzeitiger Vertreter des siebten Kongresswahlbezirks von Maryland

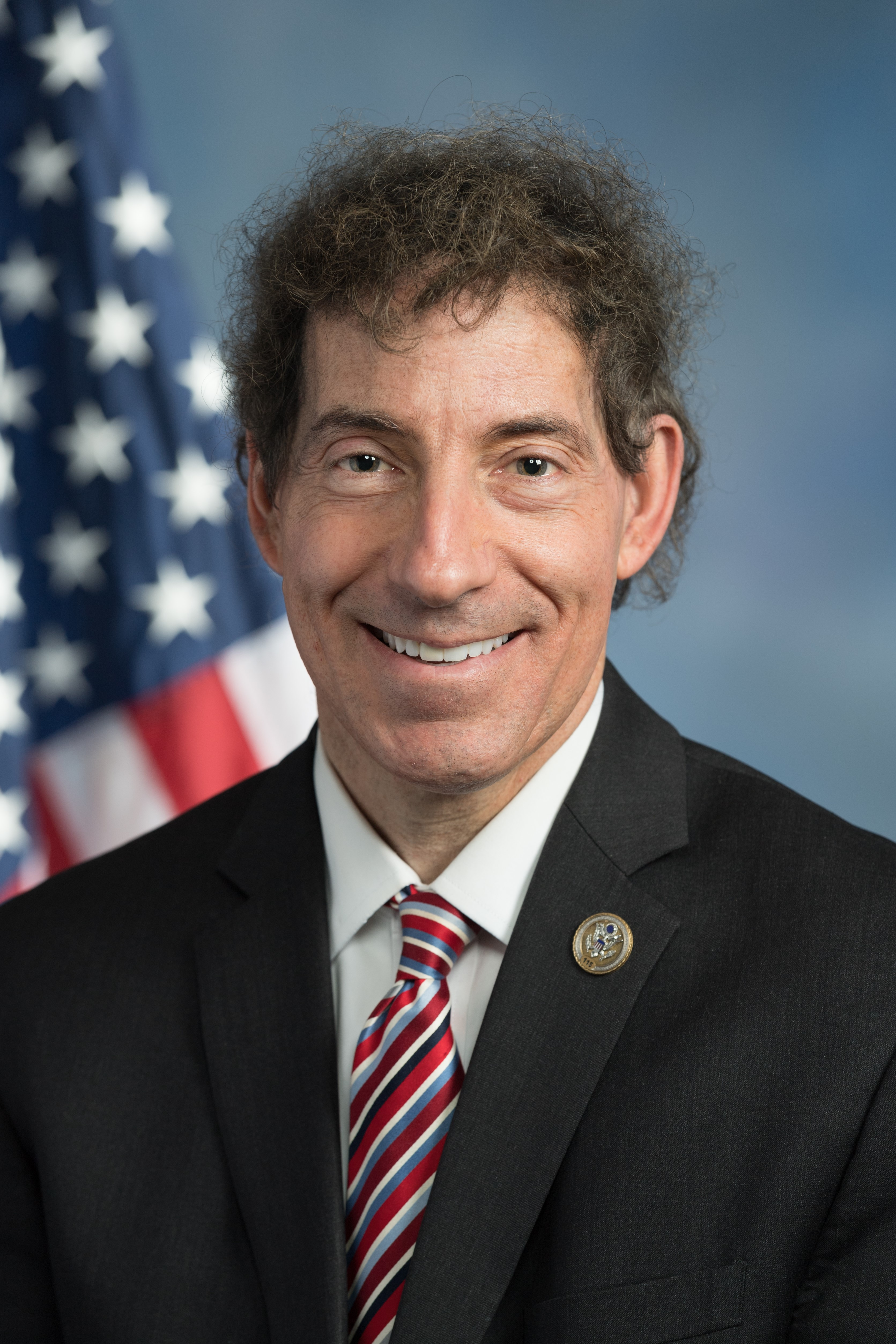
Jamie Raskin, derzeitiger Vertreter des achten Kongresswahlbezirks von Maryland

Diese Liste führt alle Politiker auf, die seit 1789 für den Bundesstaat Maryland dem Repräsentantenhaus der Vereinigten Staaten angehört haben. Der Mittelatlantikstaat war im ersten und zweiten Kongress jeweils mit sechs Abgeordneten in der zu diesem Zeitpunkt noch in Philadelphia tagenden Parlamentskammer vertreten. Nach mehreren Anpassungen, bedingt durch Volkszählungen, bewegte sich deren Zahl in der Folge zwischen fünf und neun Kongressmitgliedern. Seit 1963 stellt Maryland konstant acht Abgeordnete in Washington. Der Staat ist seit der ersten Kongresswahl durchgängig in Wahlbezirke aufgeteilt; lediglich 1962 und 1964 wurde der damals neu hinzugekommene achte Sitz staatsweit („at large“) vergeben. Eine Besonderheit stellt die Zeit von 1803 bis 1843 dar: Während dieser Periode wurde der Kongressdistrikt, der Marylands größte Stadt Baltimore und dessen Umland (Baltimore County) umfasst, von zwei Abgeordneten vertrete, und es wurde keine Aufteilung in zwei separate Wahlbezirke vorgenommen. Von 1803 bis 1833 war somit der fünfte Distrikt zweifach repräsentiert, von 1835 bis 1845 der vierte. Lediglich in der Zeit von 1833 bis 1835 gab es nur einen Abgeordneten für ganz Baltimore.

## 1. Sitz (seit 1789)
| Name                        | Amtszeit                          | Partei               |
| --------------------------- | --------------------------------- | -------------------- |
| Michael Jenifer Stone       | 4. März 1789 – 3. März 1791       | parteilos            |
| Philip Key                  | 4. März 1791 – 3. März 1793       | parteilos            |
| George Dent                 | 4. März 1793 – 3. März 1801       | Föderalist           |
| John Campbell               | 4. März 1801 – 3. März 1811       | Föderalist           |
| Philip Stuart               | 4. März 1811 – 3. März 1819       | Föderalist           |
| Raphael Neale               | 4. März 1819 – 3. März 1825       | Föderalist           |
| Clement Dorsey              | 4. März 1825 – 3. März 1831       | Nationalrepublikaner |
| Daniel Jenifer              | 4. März 1831 – 3. März 1833       | Nationalrepublikaner |
| Littleton Purnell Dennis    | 4. März 1833 – 14. April 1834     | Nationalrepublikaner |
| John Nevett Steele          | 29. Mai 1834 – 3. März 1837       | Nationalrepublikaner |
| John Dennis II              | 4. März 1837 – 3. März 1841       | Whig                 |
| Isaac Dashiell Jones        | 4. März 1841 – 3. März 1843       | Whig                 |
| John M. S. Causin           | 4. März 1843 – 3. März 1845       | Whig                 |
| John Grant Chapman          | 4. März 1845 – 3. März 1849       | Whig                 |
| Richard Johns Bowie         | 4. März 1849 – 3. März 1853       | Whig                 |
| John Rankin Franklin        | 4. März 1853 – 3. März 1855       | Whig                 |
| James Augustus Stewart      | 4. März 1855 – 3. März 1861       | Demokrat             |
| John Woodland Crisfield     | 4. März 1861 – 3. März 1863       | Unionist             |
| John Angel James Creswell   | 4. März 1863 – 3. März 1865       | Republikaner         |
| Hiram McCullough            | 4. März 1865 – 3. März 1869       | Demokrat             |
| Samuel Hambleton            | 4. März 1869 – 3. März 1873       | Demokrat             |
| Ephraim King Wilson II      | 4. März 1873 – 3. März 1875       | Demokrat             |
| Philip Francis Thomas       | 4. März 1875 – 3. März 1877       | Demokrat             |
| Daniel Maynadier Henry      | 4. März 1877 – 3. März 1881       | Demokrat             |
| George Washington Covington | 4. März 1881 – 3. März 1885       | Demokrat             |
| Charles Hopper Gibson       | 4. März 1885 – 3. März 1891       | Demokrat             |
| Henry Page                  | 4. März 1891 – 3. September 1892  | Demokrat             |
| John Brewer Brown           | 8. November 1892 – 3. März 1893   | Demokrat             |
| Robert Franklin Bratton     | 4. März 1893 – 10. Mai 1894       | Demokrat             |
| Winder Laird Henry          | 6. November 1894 – 3. März 1895   | Demokrat             |
| Joshua Weldon Miles         | 4. März 1895 – 3. März 1897       | Demokrat             |
| Isaac Ambrose Barber        | 4. März 1897 – 3. März 1899       | Republikaner         |
| John Walter Smith           | 4. März 1899 – 12. Januar 1900    | Demokrat             |
| Josiah Leeds Kerr           | 6. November 1900 – 3. März 1901   | Republikaner         |
| William Humphreys Jackson   | 4. März 1901 – 3. März 1905       | Republikaner         |
| Thomas Alexander Smith      | 4. März 1905 – 3. März 1907       | Demokrat             |
| William Humphreys Jackson   | 4. März 1907 – 3. März 1909       | Republikaner         |
| James Harry Covington       | 4. März 1909 – 30. September 1914 | Demokrat             |
| Jesse Dashiell Price        | 3. November 1914 – 3. März 1919   | Demokrat             |
| William Noble Andrews       | 4. März 1919 – 3. März 1921       | Republikaner         |
| Thomas Alan Goldsborough    | 4. März 1921 – 5. April 1939      | Demokrat             |
| David Jenkins Ward          | 8. Juni 1939 – 3. Januar 1945     | Demokrat             |
| Dudley George Roe           | 3. Januar 1945 – 3. Januar 1947   | Demokrat             |
| Edward Tylor Miller         | 3. Januar 1947 – 3. Januar 1959   | Republikaner         |
| Thomas Francis Johnson      | 3. Januar 1959 – 3. Januar 1963   | Demokrat             |
| Rogers Clark Ballard Morton | 3. Januar 1963 – 29. Januar 1971  | Republikaner         |
| William Oswald Mills        | 25. Mai 1971 – 24. Mai 1973       | Republikaner         |
| Robert Edmund Bauman        | 21. August 1973 – 3. Januar 1981  | Republikaner         |
| Royden Patrick Dyson        | 3. Januar 1981 – 3. Januar 1991   | Demokrat             |
| Wayne Thomas Gilchrest      | 3. Januar 1991 – 3. Januar 2009   | Republikaner         |
| Frank Michael Kratovil      | 3. Januar 2009 – 3. Januar 2011   | Demokrat             |
| Andrew Peter Harris         | seit 3. Januar 2011               | Republikaner         |

## 2. Sitz (seit 1789)
| Name                            | Amtszeit                          | Partei                    |
| ------------------------------- | --------------------------------- | ------------------------- |
| Joshua Seney                    | 4. März 1789 – 6. Dezember 1792   | parteilos                 |
| William Hindman                 | 30. Januar 1793 – 3. März 1793    | parteilos                 |
| John Francis Mercer             | 4. März 1793 – 13. April 1794     | parteilos                 |
| Gabriel Duvall                  | 11. November 1794 – 28. März 1796 | Democratic Republican     |
| Richard Sprigg                  | 5. Mai 1796 – 3. März 1799        | Democratic Republican     |
| John Chew Thomas                | 4. März 1799 – 3. März 1801       | Föderalist                |
| Richard Sprigg                  | 4. März 1801 – 11. Februar 1802   | Democratic Republican     |
| Walter Bowie                    | 24. März 1802 – 3. März 1805      | Democratic Republican     |
| Leonard Covington               | 4. März 1805 – 3. März 1807       | Democratic Republican     |
| Archibald Van Horne             | 4. März 1807 – 3. März 1811       | Democratic Republican     |
| Joseph Kent                     | 4. März 1811 – 3. März 1815       | Democratic Republican     |
| John Carlyle Herbert            | 4. März 1815 – 3. März 1819       | Föderalist                |
| Joseph Kent                     | 4. März 1819 – 6. Januar 1826     | Democratic Republican     |
| John Crompton Weems             | 1. Februar 1826 – 3. März 1829    | Democratic Republican     |
| Benedict Joseph Semmes          | 4. März 1829 – 3. März 1833       | Nationalrepublikaner      |
| Richard Bennett Carmichael      | 4. März 1833 – 3. März 1835       | Demokrat                  |
| James Alfred Pearce             | 4. März 1835 – 3. März 1839       | Whig                      |
| Philip Francis Thomas           | 4. März 1839 – 3. März 1841       | Demokrat                  |
| James Alfred Pearce             | 4. März 1841 – 3. März 1843       | Whig                      |
| Francis Brengle                 | 4. März 1843 – 3. März 1845       | Whig                      |
| Thomas Johns Perry              | 4. März 1845 – 3. März 1847       | Demokrat                  |
| James Dixon Roman               | 4. März 1847 – 3. März 1849       | Whig                      |
| William Thomas Hamilton         | 4. März 1849 – 3. März 1853       | Demokrat                  |
| Jacob Shower                    | 4. März 1853 – 3. März 1855       | Demokrat                  |
| James Barroll Ricaud            | 4. März 1855 – 3. März 1859       | American Party            |
| Edwin Hanson Webster            | 4. März 1859 – Juli 1865          | American Party            |
| John Lewis Thomas               | 4. Dezember 1865 – 3. März 1867   | Unconditional Union Party |
| Stevenson Archer II             | 4. März 1867 – 3. März 1875       | Demokrat                  |
| Charles Boyle Roberts           | 4. März 1875 – 3. März 1879       | Demokrat                  |
| Joshua Frederick Cockey Talbott | 4. März 1879 – 3. März 1885       | Demokrat                  |
| Frank Thomas Shaw               | 4. März 1885 – 3. März 1889       | Demokrat                  |
| Herman Stump                    | 4. März 1889 – 3. März 1893       | Demokrat                  |
| Joshua Frederick Cockey Talbott | 4. März 1893 – 3. März 1895       | Demokrat                  |
| William Benjamin Baker          | 4. März 1895 – 3. März 1901       | Republikaner              |
| Albert Alexander Blakeney       | 4. März 1901 – 3. März 1903       | Republikaner              |
| Joshua Frederick Cockey Talbott | 4. März 1903 – 5. Oktober 1918    | Demokrat                  |
| Carville Dickinson Benson       | 5. November 1918 – 3. März 1921   | Demokrat                  |
| Albert Alexander Blakeney       | 4. März 1921 – 3. März 1923       | Republikaner              |
| Millard Evelyn Tydings          | 4. März 1923 – 3. März 1927       | Demokrat                  |
| William Purington Cole          | 4. März 1927 – 3. März 1929       | Demokrat                  |
| Linwood Leon Clark              | 4. März 1929 – 3. März 1931       | Republikaner              |
| William Purington Cole          | 4. März 1931 – 26. Oktober 1942   | Demokrat                  |
| Harry Streett Baldwin           | 3. Januar 1943 – 3. Januar 1947   | Demokrat                  |
| Hugh Allen Meade                | 3. Januar 1947 – 3. Januar 1949   | Demokrat                  |
| William P. Bolton               | 3. Januar 1949 – 3. Januar 1951   | Demokrat                  |
| James Patrick Sinnott Devereux  | 3. Januar 1951 – 3. Januar 1959   | Republikaner              |
| Daniel Baugh Brewster           | 3. Januar 1959 – 3. Januar 1963   | Demokrat                  |
| Clarence Dickinson Long         | 3. Januar 1963 – 3. Januar 1985   | Demokrat                  |
| Helen Delich Bentley            | 3. Januar 1985 – 3. Januar 1995   | Republikaner              |
| Robert Leroy Ehrlich            | 3. Januar 1995 – 3. Januar 2003   | Republikaner              |
| Charles Albert Ruppersberger    | 3. Januar 2003 – 3. Januar 2025   | Demokrat                  |
| Johnny Olszewski                | seit 3. Januar 2025               | Demokrat                  |

## 3. Sitz (seit 1789)
| Name                             | Amtszeit                        | Partei                    |
| -------------------------------- | ------------------------------- | ------------------------- |
| Benjamin Contee                  | 4. März 1789 – 3. März 1791     | parteilos                 |
| William Pinkney                  | 4. März 1791 – November 1791    | parteilos                 |
| John Francis Mercer              | 5. Februar 1792 – 3. März 1793  | parteilos                 |
| Uriah Forrest                    | 4. März 1793 – 8. November 1794 | parteilos                 |
| Benjamin Edwards                 | 2. Januar 1795 – 3. März 1795   | parteilos                 |
| Jeremiah Crabb                   | 4. März 1795 – 1. Juni 1796     | Föderalist                |
| William Craik                    | 5. Dezember 1796 – 3. März 1801 | Föderalist                |
| Thomas Plater                    | 4. März 1801 – 3. März 1805     | Föderalist                |
| Patrick Magruder                 | 4. März 1805 – 3. März 1807     | Democratic Republican     |
| Philip Barton Key                | 4. März 1807 – 3. März 1813     | Föderalist                |
| Alexander Contee Hanson          | 4. März 1813 – 1816             | Föderalist                |
| George Peter                     | 7. Oktober 1816 – 3. März 1819  | Föderalist                |
| Henry Ridgely Warfield           | 4. März 1819 – 3. März 1825     | Democratic Republican     |
| George Peter                     | 4. März 1825 – 3. März 1827     | Democratic Republican     |
| George Corbin Washington         | 4. März 1827 – 3. März 1833     | Nationalrepublikaner      |
| James Turner                     | 4. März 1833 – 3. März 1837     | Demokrat                  |
| John Tolley Hood Worthington     | 4. März 1837 – 3. März 1841     | Demokrat                  |
| James Wray Williams              | 4. März 1841 – 2. Dezember 1842 | Demokrat                  |
| Charles S. Sewall                | 2. Januar 1843 – 3. März 1843   | Demokrat                  |
| John Wethered                    | 4. März 1843 – 3. März 1845     | Whig                      |
| Thomas Watkins Ligon             | 4. März 1845 – 3. März 1849     | Demokrat                  |
| Edward Hammond                   | 4. März 1849 – 3. März 1853     | Demokrat                  |
| Joshua Van Sant                  | 4. März 1853 – 3. März 1855     | Demokrat                  |
| James Morrison Harris            | 4. März 1855 – 3. März 1861     | American Party            |
| Cornelius Lawrence Ludlow Leary  | 4. März 1861 – 3. März 1863     | Unionist                  |
| Henry Winter Davis               | 4. März 1863 – 3. März 1865     | Unconditional Union Party |
| Charles Edward Phelps            | 4. März 1865 – 3. März 1869     | Unconditional Union Party |
| Thomas Swann                     | 4. März 1869 – 3. März 1873     | Demokrat                  |
| William James O’Brien            | 4. März 1873 – 3. März 1877     | Demokrat                  |
| William Kimmel                   | 4. März 1877 – 3. März 1881     | Demokrat                  |
| Fetter Schrier Hoblitzell        | 4. März 1881 – 3. März 1885     | Demokrat                  |
| William Hinson Cole              | 4. März 1885 – 8. Juli 1886     | Demokrat                  |
| Harry Welles Rusk                | 6. Dezember 1886 – 3. März 1897 | Demokrat                  |
| William Samuel Booze             | 4. März 1897 – 3. März 1899     | Republikaner              |
| Frank Charles Wachter            | 4. März 1899 – 3. März 1907     | Republikaner              |
| Harry Benjamin Wolf              | 4. März 1907 – 3. März 1909     | Demokrat                  |
| John Kronmiller                  | 4. März 1909 – 3. März 1911     | Republikaner              |
| George Konig                     | 4. März 1911 – 3. März 1913     | Demokrat                  |
| Charles Pearce Coady             | 4. März 1913 – 3. März 1921     | Demokrat                  |
| John Boynton Philip Clayton Hill | 4. März 1921 – 3. März 1927     | Republikaner              |
| Vincent Luke Palmisano           | 4. März 1927 – 3. Januar 1939   | Demokrat                  |
| Thomas J. D’Alesandro            | 3. Januar 1939 – 16. Mai 1947   | Demokrat                  |
| Edward Alexander Garmatz         | 15. Juli 1947 – 3. Januar 1973  | Demokrat                  |
| Paul Spyros Sarbanes             | 3. Januar 1973 – 3. Januar 1977 | Demokrat                  |
| Barbara Ann Mikulski             | 3. Januar 1977 – 3. Januar 1987 | Demokrat                  |
| Benjamin Louis Cardin            | 3. Januar 1987 – 3. Januar 2007 | Demokrat                  |
| John Peter Spyros Sarbanes       | 3. Januar 2007 – 3. Januar 2025 | Demokrat                  |
| Sarah Elfreth                    | seit 3. Januar 2025             | Demokrat                  |

## 4. Sitz (seit 1789)
| Name                      | Amtszeit                          | Partei                |
| ------------------------- | --------------------------------- | --------------------- |
| William Smith             | 4. März 1789 – 3. März 1791       | parteilos             |
| Samuel Sterett            | 4. März 1791 – 3. März 1793       | parteilos             |
| Thomas Sprigg             | 4. März 1793 – 3. März 1797       | Democratic Republican |
| George Baer               | 4. März 1797 – 3. März 1801       | Föderalist            |
| Daniel Hiester            | 4. März 1801 – 7. März 1804       | Democratic Republican |
| Roger Nelson              | 6. November 1804 – 14. Mai 1810   | Democratic Republican |
| Samuel Ringgold           | 15. Oktober 1810 – 3. März 1815   | Democratic Republican |
| George Baer               | 4. März 1815 – 3. März 1817       | Föderalist            |
| Samuel Ringgold           | 4. März 1817 – 3. März 1821       | Democratic Republican |
| John Nelson               | 4. März 1821 – 3. März 1823       | Democratic Republican |
| John Lee                  | 4. März 1823 – 3. März 1825       | Democratic Republican |
| Thomas Contee Worthington | 4. März 1825 – 3. März 1827       | Democratic Republican |
| Michael Cresap Sprigg     | 4. März 1827 – 3. März 1831       | Demokrat              |
| Francis Thomas            | 4. März 1831 – 3. März 1833       | Demokrat              |
| James P. Heath            | 4. März 1833 – 3. März 1835       | Demokrat              |
| Benjamin Chew Howard      | 4. März 1835 – 3. März 1839       | Demokrat              |
| Solomon Hillen            | 4. März 1839 – 3. März 1841       | Demokrat              |
| Alexander Randall         | 4. März 1841 – 3. März 1843       | Whig                  |
| John Pendleton Kennedy    | 4. März 1843 – 3. März 1845       | Whig                  |
| William Fell Giles        | 4. März 1845 – 3. März 1847       | Demokrat              |
| Robert Milligan McLane    | 4. März 1847 – 3. März 1851       | Demokrat              |
| Thomas Yates Walsh        | 4. März 1851 – 3. März 1853       | Whig                  |
| William Thomas Hamilton   | 4. März 1853 – 3. März 1855       | Demokrat              |
| Henry Winter Davis        | 4. März 1855 – 3. März 1861       | American Party        |
| Henry May                 | 4. März 1861 – 3. März 1863       | Unionist              |
| Francis Thomas            | 4. März 1863 – 3. März 1869       | Unionist              |
| Patrick Hamill            | 4. März 1869 – 3. März 1871       | Demokrat              |
| John Ritchie              | 4. März 1871 – 3. März 1873       | Demokrat              |
| Thomas Swann              | 4. März 1873 – 3. März 1879       | Demokrat              |
| Robert Milligan McLane    | 4. März 1879 – 3. März 1883       | Demokrat              |
| John Van Lear Findlay     | 4. März 1883 – 3. März 1887       | Demokrat              |
| Isidor Rayner             | 4. März 1887 – 3. März 1889       | Demokrat              |
| Henry Stockbridge         | 4. März 1889 – 3. März 1891       | Republikaner          |
| Isidor Rayner             | 4. März 1891 – 3. März 1895       | Demokrat              |
| John Kissig Cowen         | 4. März 1895 – 3. März 1897       | Demokrat              |
| William Watson McIntire   | 4. März 1897 – 3. März 1899       | Republikaner          |
| James William Denny       | 4. März 1899 – 3. März 1901       | Demokrat              |
| Charles Reginald Schirm   | 4. März 1901 – 3. März 1903       | Republikaner          |
| James William Denny       | 4. März 1903 – 3. März 1905       | Demokrat              |
| John Gill                 | 4. März 1905 – 3. März 1911       | Demokrat              |
| John Charles Linthicum    | 4. März 1911 – 5. Oktober 1932    | Demokrat              |
| Ambrose Jerome Kennedy    | 8. November 1932 – 3. Januar 1941 | Demokrat              |
| John Ambrose Meyer        | 3. Januar 1941 – 3. Januar 1943   | Demokrat              |
| Daniel Ellison            | 3. Januar 1943 – 3. März 1945     | Republikaner          |
| George Hyde Fallon        | 3. Januar 1945 – 3. Januar 1971   | Demokrat              |
| Paul Spyros Sarbanes      | 3. Januar 1971 – 3. Januar 1973   | Demokrat              |
| Marjorie Sewell Holt      | 3. Januar 1973 – 3. März 1987     | Republikaner          |
| Charles Thomas McMillen   | 3. Januar 1987 – 3. Januar 1993   | Demokrat              |
| Albert Russell Wynn       | 3. Januar 1993 – 31. Mai 2008     | Demokrat              |
| Donna F. Edwards          | 17. Juni 2008 – 3. Januar 2017    | Demokrat              |
| Anthony Gregory Brown     | 3. Januar 2017 – 3. Januar 2023   | Demokrat              |
| Glenn Frederick Ivey      | seit 3. Januar 2023               | Demokrat              |

## 5. Sitz (seit 1789)
| Name                         | Amtszeit                             | Partei                |
| ---------------------------- | ------------------------------------ | --------------------- |
| George Gale                  | 4. März 1789 – 3. März 1791          | parteilos             |
| William Vans Murray          | 4. März 1791 – 3. März 1793          | parteilos             |
| Samuel Smith                 | 4. März 1793 – 3. März 1803          | Democratic Republican |
| William McCreery             | 4. März 1803 – 3. März 1809          | Democratic Republican |
| Alexander McKim              | 4. März 1809 – 3. März 1815          | Democratic Republican |
| William Pinkney              | 4. März 1815 – 18. April 1816        | Democratic Republican |
| Peter Little                 | 2. September 1816 – 3. März 1829     | Democratic Republican |
| Elias Brown                  | 4. März 1829 – 3. März 1831          | Demokrat              |
| John Tolley Hood Worthington | 4. März 1831 – 3. März 1833          | Demokrat              |
| Isaac McKim                  | 4. März 1833 – 1. April 1838         | Demokrat              |
| John Pendleton Kennedy       | 25. April 1838 – 3. März 1839        | Whig                  |
| James Carroll                | 4. März 1839 – 3. März 1841          | Demokrat              |
| John Pendleton Kennedy       | 4. März 1841 – 3. März 1843          | Whig                  |
| Jacob Alexander Preston      | 4. März 1843 – 3. März 1845          | Whig                  |
| Albert Constable             | 4. März 1845 – 3. März 1847          | Demokrat              |
| Alexander Evans              | 4. März 1847 – 3. März 1853          | Whig                  |
| Henry May                    | 4. März 1853 – 3. März 1855          | Demokrat              |
| Henry William Hoffman        | 4. März 1855 – 3. März 1857          | American Party        |
| Jacob Michael Kunkel         | 4. März 1857 – 3. März 1861          | Demokrat              |
| Francis Thomas               | 4. März 1861 – 3. März 1863          | Unionist              |
| Benjamin Gwinn Harris        | 4. März 1863 – 3. März 1867          | Demokrat              |
| Frederick Stone              | 4. März 1867 – 3. März 1871          | Demokrat              |
| William Matthew Merrick      | 4. März 1871 – 3. März 1873          | Demokrat              |
| William Julian Albert        | 4. März 1873 – 3. März 1875          | Republikaner          |
| Eli Jones Henkle             | 4. März 1875 – 3. März 1881          | Demokrat              |
| Andrew Grant Chapman         | 4. März 1881 – 3. März 1883          | Demokrat              |
| Hart Benton Holton           | 4. März 1883 – 3. März 1885          | Republikaner          |
| Barnes Compton               | 4. März 1885 – 20. März 1890         | Demokrat              |
| Sydney Emanuel Mudd I        | 20. März 1890 – 3. März 1891         | Republikaner          |
| Barnes Compton               | 4. März 1891 – 15. Mai 1894          | Demokrat              |
| Charles Edward Coffin        | 6. November 1894 – 3. März 1897      | Republikaner          |
| Sydney Emanuel Mudd I        | 4. März 1897 – 3. März 1911          | Republikaner          |
| Thomas Parran                | 4. März 1911 – 3. März 1913          | Republikaner          |
| Frank Owens Smith            | 4. März 1913 – 3. März 1915          | Demokrat              |
| Sydney Emanuel Mudd II       | 4. März 1915 – 11. Oktober 1924      | Republikaner          |
| Stephen Warfield Gambrill    | 4. November 1924 – 19. Dezember 1938 | Demokrat              |
| Lansdale Ghiselin Sasscer    | 3. Februar 1939 – 3. Januar 1953     | Demokrat              |
| Frank Small                  | 3. Januar 1953 – 3. Januar 1955      | Republikaner          |
| Richard Estep Lankford       | 3. Januar 1955 – 3. Januar 1965      | Demokrat              |
| Hervey Gilbert Machen        | 3. Januar 1965 – 3. Januar 1969      | Demokrat              |
| Lawrence Joseph Hogan        | 3. Januar 1969 – 3. März 1975        | Republikaner          |
| Gladys Noon Spellman         | 3. Januar 1975 – 3. Januar 1981      | Demokrat              |
| Steny Hamilton Hoyer         | seit 19. Mai 1981                    | Demokrat              |

## 6. Sitz (1789–1863/seit 1873)
| Name                         | Amtszeit                            | Partei                |
| ---------------------------- | ----------------------------------- | --------------------- |
| Daniel Carroll               | 4. März 1789 – 3. März 1791         | parteilos             |
| Upton Sheredine              | 4. März 1791 – 3. März 1793         | parteilos             |
| Gabriel Christie             | 4. März 1793 – 3. März 1797         | Democratic Republican |
| William Matthews             | 4. März 1797 – 3. März 1799         | Föderalist            |
| Gabriel Christie             | 4. März 1799 – 3. März 1801         | Democratic Republican |
| John Archer                  | 4. März 1801 – 3. März 1803         | Democratic Republican |
| Nicholas Ruxton Moore        | 4. März 1803 – 3. März 1811         | Democratic Republican |
| Peter Little                 | 4. März 1811 – 3. März 1813         | Democratic Republican |
| Nicholas Ruxton Moore        | 4. März 1813 – 1815                 | Democratic Republican |
| Samuel Smith                 | 31. Januar 1816 – 17. Dezember 1822 | Democratic Republican |
| Isaac McKim                  | 4. Januar 1823 – 3. März 1825       | Democratic Republican |
| John Barney                  | 4. März 1825 – 3. März 1829         | Nationalrepublikaner  |
| Benjamin Chew Howard         | 4. März 1829 – 3. März 1833         | Demokrat              |
| William Cost Johnson         | 4. März 1833 – 3. März 1835         | Nationalrepublikaner  |
| George Corbin Washington     | 4. März 1835 – 3. März 1837         | Nationalrepublikaner  |
| William Cost Johnson         | 4. März 1837 – 3. März 1843         | Whig                  |
| Thomas Ara Spence            | 4. März 1843 – 3. März 1845         | Whig                  |
| Edward Henry Carroll Long    | 4. März 1845 – 3. März 1847         | Whig                  |
| John Woodland Crisfield      | 4. März 1847 – 3. März 1849         | Whig                  |
| John Bozman Kerr             | 4. März 1849 – 3. März 1851         | Whig                  |
| Joseph Stewart Cottman       | 4. März 1851 – 3. März 1853         | Whig                  |
| Augustus Rhodes Sollers      | 4. März 1853 – 3. März 1855         | Whig                  |
| Thomas Fielder Bowie         | 4. März 1855 – 3. März 1859         | Demokrat              |
| George Wurtz Hughes          | 4. März 1859 – 3. März 1861         | Demokrat              |
| Charles Benedict Calvert     | 4. März 1861 – 3. März 1863         | Unionist              |
| Lloyd Lowndes                | 4. März 1873 – 3. März 1875         | Republikaner          |
| William Walsh                | 4. März 1875 – 3. März 1879         | Demokrat              |
| Milton George Urner          | 4. März 1879 – 3. März 1883         | Republikaner          |
| Louis Emory McComas          | 4. März 1883 – 3. März 1891         | Republikaner          |
| William McMahon McKaig       | 4. März 1891 – 3. März 1895         | Demokrat              |
| George Louis Wellington      | 4. März 1895 – 3. März 1897         | Republikaner          |
| John McDonald                | 4. März 1897 – 3. März 1899         | Republikaner          |
| George Alexander Pearre      | 4. März 1899 – 3. März 1911         | Republikaner          |
| David John Lewis             | 4. März 1911 – 3. März 1917         | Demokrat              |
| Frederick Nicholas Zihlman   | 4. März 1917 – 3. März 1931         | Republikaner          |
| David John Lewis             | 4. März 1931 – 3. Januar 1939       | Demokrat              |
| William Devereux Byron       | 3. Januar 1939 – 26. Februar 1941   | Demokrat              |
| Katharine Edgar Byron        | 27. Mai 1941 – 3. Januar 1943       | Demokrat              |
| James Glenn Beall            | 3. Januar 1943 – 3. Januar 1953     | Republikaner          |
| DeWitt Stephen Hyde          | 3. Januar 1953 – 3. Januar 1959     | Republikaner          |
| John Robert Foley            | 3. Januar 1959 – 3. Januar 1961     | Demokrat              |
| Charles McCurdy Mathias      | 3. Januar 1961 – 3. Januar 1969     | Republikaner          |
| John Glenn Beall             | 3. Januar 1969 – 3. Januar 1971     | Republikaner          |
| Goodloe Edgar Byron          | 3. Januar 1971 – 11. Oktober 1978   | Demokrat              |
| Beverly Barton Butcher Byron | 3. Januar 1979 – 3. Januar 1993     | Demokrat              |
| Roscoe Gardner Bartlett      | 3. Januar 1993 – 3. Januar 2013     | Republikaner          |
| John K. Delaney              | 3. Januar 2013 – 3. Januar 2019     | Demokrat              |
| David John Trone             | 3. Januar 2019 – 3. Januar 2025     | Demokrat              |
| April McClain-Delaney        | seit 3. Januar 2025                 | Demokrat              |

## 7. Sitz (1793–1843/seit 1953)
| Name                     | Amtszeit                          | Partei                |
| ------------------------ | --------------------------------- | --------------------- |
| William Hindman          | 4. März 1793 – 3. März 1799       | Föderalist            |
| Joseph Hopper Nicholson  | 4. März 1799 – 3. März 1803       | Democratic Republican |
| John Archer              | 4. März 1803 – 3. März 1807       | Democratic Republican |
| John Montgomery          | 4. März 1807 – 3. März 1811       | Democratic Republican |
| Stevenson Archer I       | 4. März 1811 – 3. März 1817       | Democratic Republican |
| Philip Reed              | 4. März 1817 – 3. März 1819       | Democratic Republican |
| Stevenson Archer I       | 4. März 1817 – 3. März 1819       | Democratic Republican |
| Jeremiah Cosden          | 4. März 1821 – 19. März 1822      | Democratic Republican |
| Philip Reed              | 19. März 1822 – 3. März 1823      | Democratic Republican |
| George Edward Mitchell   | 4. März 1823 – 3. März 1827       | Nationalrepublikaner  |
| Levin Gale               | 4. März 1827 – 3. März 1829       | Demokrat              |
| George Edward Mitchell   | 4. März 1829 – 28. Juni 1832      | Demokrat              |
| Charles S. Sewall        | 1. Oktober 1832 – 3. März 1833    | Demokrat              |
| Francis Thomas           | 4. März 1833 – 3. März 1841       | Demokrat              |
| John Thomson Mason       | 4. März 1841 – 3. März 1843       | Demokrat              |
| Samuel Nathaniel Friedel | 3. Januar 1953 – 3. Januar 1971   | Demokrat              |
| Parren James Mitchell    | 3. Januar 1971 – 3. Januar 1987   | Demokrat              |
| Kweisi Mfume             | 3. Januar 1987 – 15. Februar 1996 | Demokrat              |
| Elijah Eugene Cummings   | 16. April 1996 – 17. Oktober 2019 | Demokrat              |
| Kweisi Mfume             | seit 5. Mai 2020                  | Demokrat              |

## 8. Sitz (1793–1843/seit 1963)
| Name                       | Amtszeit                         | Partei                |
| -------------------------- | -------------------------------- | --------------------- |
| William Vans Murray        | 4. März 1793 – 3. März 1797      | Föderalist            |
| John Dennis I              | 4. März 1797 – 3. März 1803      | Föderalist            |
| Joseph Hopper Nicholson    | 4. März 1799 – 1. März 1806      | Democratic Republican |
| Edward Lloyd               | 3. Dezember 1806 – 3. März 1809  | Democratic Republican |
| John Brown                 | 4. März 1809 – 1810              | Democratic Republican |
| Robert Wright              | 29. November 1810 – 3. März 1817 | Democratic Republican |
| Thomas Culbreth            | 4. März 1817 – 3. März 1821      | Democratic Republican |
| Robert Wright              | 4. März 1821 – 3. März 1823      | Democratic Republican |
| William Hayward            | 4. März 1823 – 3. März 1825      | Democratic Republican |
| John Leeds Kerr            | 4. März 1825 – 3. März 1829      | Nationalrepublikaner  |
| Richard Spencer            | 4. März 1829 – 3. März 1831      | Demokrat              |
| John Leeds Kerr            | 4. März 1831 – 3. März 1833      | Nationalrepublikaner  |
| John Truman Stoddert       | 4. März 1833 – 3. März 1835      | Demokrat              |
| Daniel Jenifer             | 4. März 1835 – 3. März 1841      | Nationalrepublikaner  |
| Augustus Rhodes Sollers    | 4. März 1841 – 3. März 1843      | Whig                  |
| Carlton Ralph Sickles      | 3. Januar 1963 – 3. Januar 1967  | Demokrat              |
| Gilbert Gude               | 3. Januar 1967 – 3. Januar 1977  | Republikaner          |
| Newton Ivan Steers         | 3. Januar 1977 – 3. Januar 1979  | Republikaner          |
| Michael Darr Barnes        | 3. Januar 1979 – 3. Januar 1987  | Demokrat              |
| Constance Albanese Morella | 3. Januar 1987 – 3. Januar 2003  | Republikaner          |
| Christopher Van Hollen     | 3. Januar 2003 – 3. Januar 2017  | Demokrat              |
| Jamin Ben Raskin           | seit 3. Januar 2017              | Demokrat              |

## 9. Sitz (1803–1833)
| Name                  | Amtszeit                    | Partei               |
| --------------------- | --------------------------- | -------------------- |
| John Dennis I         | 4. März 1803 – 3. März 1805 | Föderalist           |
| Charles Goldsborough  | 4. März 1805 – 3. März 1817 | Föderalist           |
| Thomas Bayly          | 4. März 1817 – 3. März 1823 | Föderalist           |
| John Selby Spence     | 4. März 1823 – 3. März 1825 | Nationalrepublikaner |
| Robert Nicols Martin  | 4. März 1825 – 3. März 1827 | Nationalrepublikaner |
| Ephraim King Wilson I | 4. März 1827 – 3. März 1831 | Nationalrepublikaner |
| John Selby Spence     | 4. März 1831 – 3. März 1833 | Nationalrepublikaner |